# Eois reticulata
Eois reticulata là một loài bướm đêm trong họ Geometridae.